# Desdémona (obra de teatro)
Desdemona es una obra de teatro de Toni Morrison. Se representó por primera vez en Viena en mayo de 2011. El personaje principal de la obra es Desdémona, la esposa del personaje principal de Otelo de Shakespeare. La obra de 2011 surgió de una colaboración entre Morrison, el director Peter Sellars y el músico Rokia Traoré. Aproximadamente una década antes, Morrison y Sellars habían discutido sobre la obra de Shakespeare, que Sellars detestaba, pero Morrison valoraba. Acordaron que Sellars pondría en escena “Otelo” y que Morrison respondería con otra perspectiva, dando como resultado su Desdémona.
La obra gira en torno a la relación de Desdémona con la criada de su madre, «Barbary». En la obra de Morrison, Barbary se presenta como una mujer africana, lo que se sugiere por la referencia del nombre «Barbary» al norte de África (la «costa berberisca ») en la época de Shakespeare. Esto también le da a Desdémona una conexión emocional con la gente africana que se remonta a su infancia.
La obra de Morrison marca la tercera obra importante centrada en Desdémona de Shakespeare escrita por una dramaturga moderna, después de Desdemona: A Play about a Handkerchief (1993) de Paula Vogel y Goodnight Desdemona (Good Morning Juliet) (1988) de Ann-Marie MacDonald. Las tres obras tienen interpretaciones muy divergentes del personaje de Desdémona.
El guion oficial de Desdemona fue publicado en inglés en 2012 por Oberon Books, con un prólogo escrito por el director Peter Sellars.

## Puestas en escena

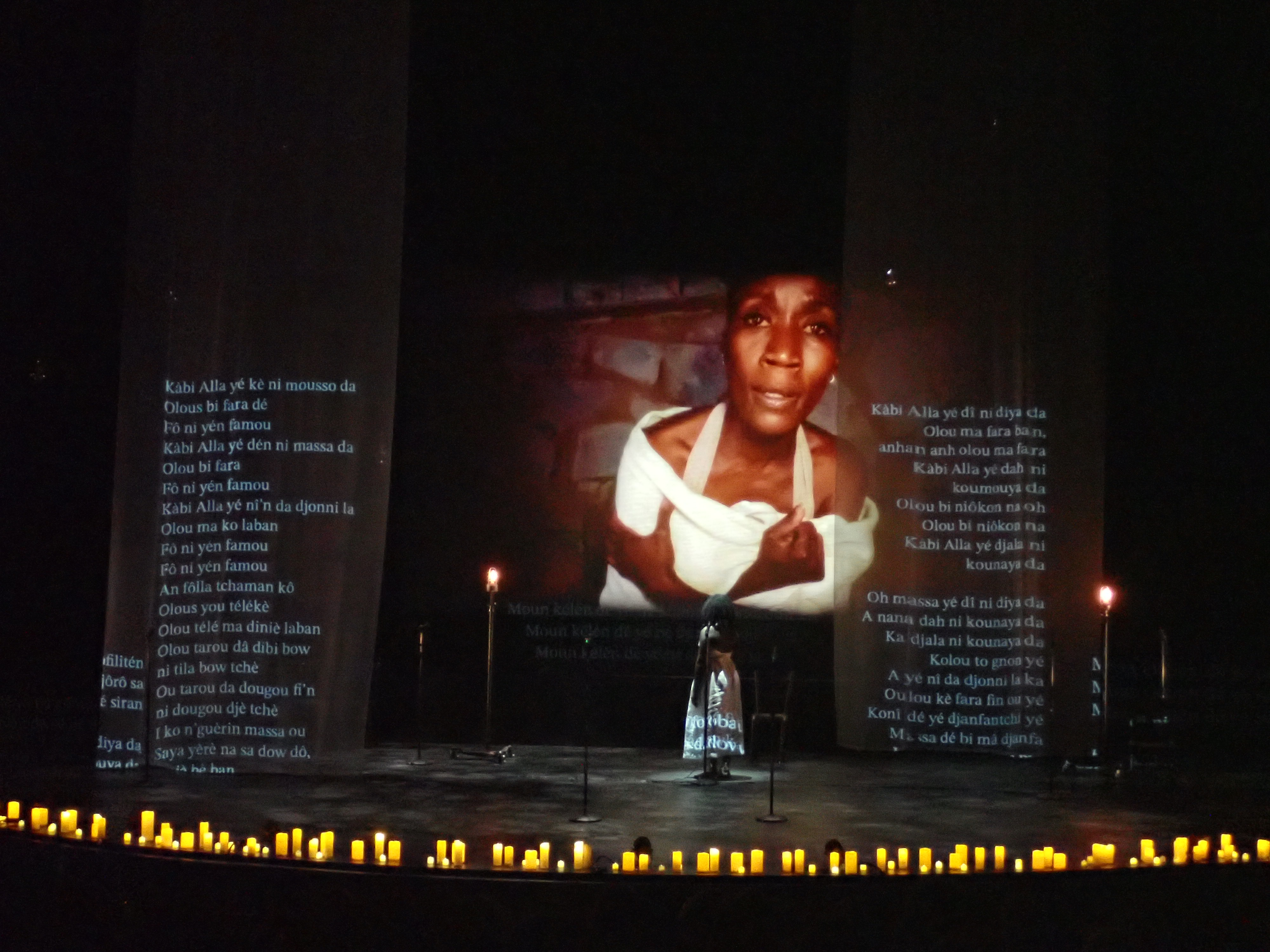
Un momento de la presentación de la obra en 2023 en la Universidad de Cornell con Rokia Traoré.

La obra se estrenó por primera vez en Viena, los días 15, 17-21 de mayo de 2011, en el Teatro Akzent. Ese mismo año se representó también en el Teatro Real Flamenco (KVS) de Bruselas (Bélgica), en el Teatro Nanterre-Amandiers, Nanterre (Francia), en la Zellerbach Playhouse de Berkeley (Estados Unidos),  en el  Teatro Rose de Nueva York (Estados Unidos), y en la Haus der Berliner Festspiele en Berlín (Alemania).
En julio de 2012 fue presentada en el Barbican Centre de Londres (Inglaterra), en 2013 en Ámsterdam (Países Bajos) durante el Holland Festival, y en el Edna Manley College of the Visual and Performing Arts: Escuela de Arte Dramático de Kingston (Jamaica).  También ha pasado por la Freud Playhouse de la UCLA, en Los Ángeles (Estados Unidos), por el Teatro Southbank de Melbourne (Australia) y por el Teatro Sanders de Cambridge (Massachusetts, Estados Unidos).  En 2023 fue estrenada en el Teatro Kiplinger de la Universidad de Cornell, e Nueva York.